# The Riot Club
The Riot Club es una película de suspense británica de 2014, dirigida por Lone Scherfig y escrita por Laura Wade, basada en la obra de teatro Posh de Wade, estrenada en 2010. "El Club de la Revuelta" ha sido descrita como una versión novelada del Bullingdon Club, un club no oficial y exclusivo de estudiantes masculinos en la Universidad de Oxford, aunque de acuerdo con Wade es una historia totalmente ficticia. La película está protagonizada por Max Irons, Sam Claflin y Douglas Booth.

## Reparto

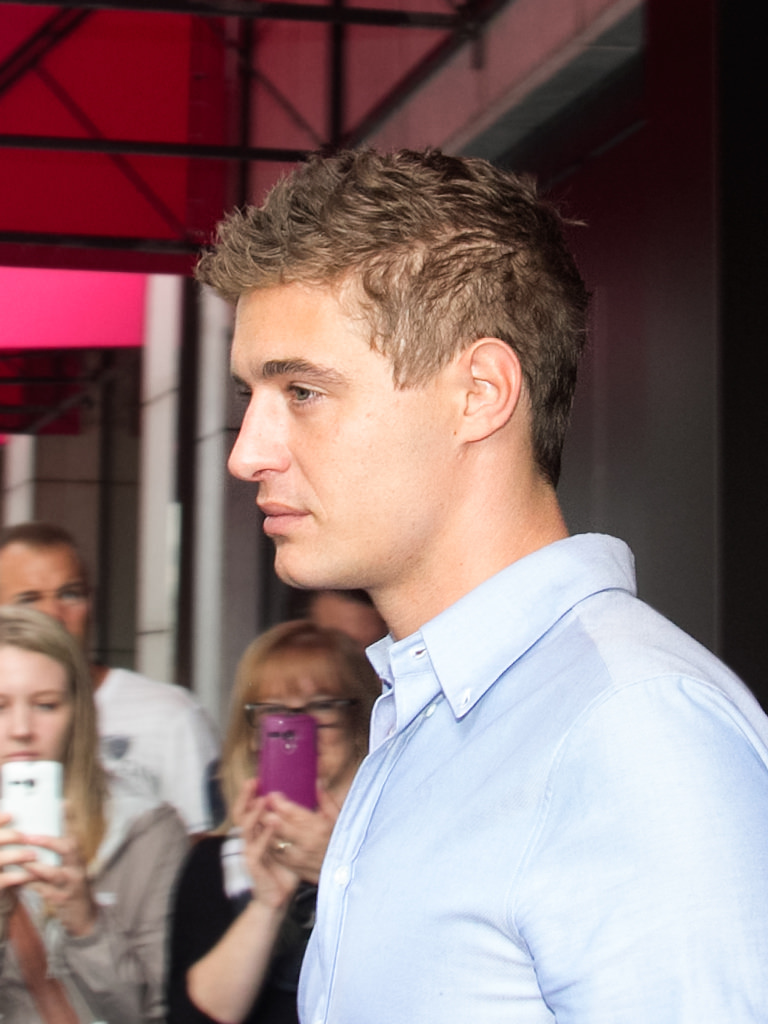
Max Irons, interpreta a un estudiante del The Riot Club

- Max Irons es Miles Richards. Un estudiante del primer año quien entra a The Riot Club. Miles es izquierdista y las acciones de los otros miembros del club lo incomodan y desilusionan. El asistió a Westminster School.
- Sam Claflin es Alistair Ryle. Un estudiante del primer año cuyo hermano, Sebastian, fue considerado un miembro 'legendario' de The Riot Club. Alistair es de derecha políticamente, lo cual lleva a un fuerte conflicto y rivalidad con Miles. Alistair estudió en Harrow, a diferencia de su hermano, quien estudió en Eton. Alistair es eventualmente expulsado de Oxford. Sin embargo, se deduce que tendrá una exitosa carrera política debido a sus conexiones con el club.
- Douglas Booth es Harry Villiers. Un estudiante mayor, muy carismático, cuya familia es bastante adinerada, pero parcialmente lo son debido a que permiten a turistas el visitar su casa, lo cual incomoda a Harry. Su tío, Jeremy, fue anteriormente miembro del club. Harry estudió en la escuela Eton.
- Holliday Grainger es Lauren. Una estudiante de primer año, proveniente  del norte y de una familia de clase media, quien comienza una relación con Miles al inicio del film. Tras ser abusada en la cena del club, termina su relación con Miles.
- Freddie Fox es James Leighton-Masters. El extrovertido presidente del club; es criticado por los otros miembros de The Riot Club por no hacerse responsable de las actividades del club para no arriesgar su futuro.
- Natalie Dormer es Charlie. Una prostituta contratada por Harry.
- Jessica Brown Findlay es Rachel. Hija de Chris y mesera del restaurante donde el club va a cenar.
- Sam Reid es Hugo Fraser-Tyrwhitt. Un estudiante mayor cuya familia pertenece a la aristocracia, sin embargo, no se encuentran bien financieramente. Atendió a la escuela Westminster con Miles, aunque no socializaban, Miles recuerda que Hugo componía versos en latín, por lo cual sufrió abuso escolar. Hugo es homosexual y tiene un interés romántico en Miles, quien lo rechaza.
- Ben Schnetzer es Dimitri Mitropoulos. Un estudiante mayor, de origen griego, que actúa como el principal financiador del grupo, en un esfuerzo por combatir el racismo por parte de los otros miembros del club. Se infiere que Dimitri es “nuevo rico”. Al parecer tiene una estrecha amistad con Guy Bellingfield, sin embargo es Guy quien constantemente se burla de Dimitri y de sus orígenes.
- Matthew Beard es Guy Bellingfield.
- Tom Hollander es Jeremy Villiers. El tío de Harry y un exitoso parlamentario conservador.
- Anastasia Hille es la madre de Alistair.
- Olly Alexander es Toby Maitland.
- Josh O'Connor as Ed Montgomery

## Producción
El 5 de febrero de 2013, fue reportado que HanWay adquirió los derechos de autor para producir la obra Posh escrita por Laura Wade, producida por Graham Broadbent y Pete Czernin para producir con BFI Film Fund y Film4 Productions. El 15 de marzo de 2013, cuatro actores: Robert Pattinson, Sam Claflin, Max Irons y Douglas Booth estaban siendo considerados para unirse al elenco principal. Posteriormente, el 18 de marzo, Max Irons confirmó su papel principal en la cinta. El 19 de mayo de 2013, Sam Claflin se unió a la cinta, al igual que Douglas Booth. El 20 de mayo de 2013 Universal Pictures International adquirió los derechos para distribuir la cinta en el Reino Unido e Irlanda. El 11 de julio de 2013 Natalie Dormer se unió al elenco.

### Filmación
La cinta comenzó a filmarse el 30 de junio de 2013 en Oxford,  Inglaterra El equipo de grabación fue visto grabando algunas escenas en Magpie Lane. La cinta también fue filmanda en los estudios Pinewood y en Winchester College.

## Marketing
El primer tráiler de la cinta fue lanzado en 15 de mayo de 2014.